# 中代豊治郎
中代 豊治郎（なかしろ とよじろう、1887年（明治20年）1月29日 - 1964年（昭和39年）9月2日）は、大日本帝国陸軍軍人。最終階級は陸軍少将。

## 経歴
1887年（明治20年）に兵庫県で生まれた。陸軍士官学校第22期卒業。1935年（昭和10年）3月に独立守備歩兵第4大隊長に就任し、1936年（昭和11年）8月に陸軍歩兵大佐に進級。1937年（昭和12年）3月に第4師団司令部附となり、大阪商科大学に配属された。1938年（昭和13年）に甲府連隊区司令官に転じ、1939年（昭和14年）に第6独立守備隊長を経て、1940年（昭和15年）3月に独立混成第10旅団司令部附となる。
同年8月1日に陸軍少将進級と同時に留守第1師団司令部附となり、1941年（昭和16年）4月1日に留守近衛師団司令部附を経て、8月15日に留守近衛師団兵務部長に着任。12月1日に留守第19師団兵務部長に転じ、第19師団司令部附を経て、1943年（昭和18年）6月に第37歩兵団長（第1軍・第37師団）に着任し、北支に出動。1944年（昭和19年）1月10日に独立歩兵第3旅団長に転じ、7月14日には同旅団を改編した第114師団長心得に就任し、臨汾周辺の警備に当たった。同年10月26日に中部軍司令部附となり、12月1日に待命、12月2日に予備役に編入された。1945年（昭和20年）2月22日に召集され、北部軍管区兵務部長に着任。3月31日には札幌連隊区司令官兼札幌地区司令官に就任した。
1947年（昭和22年）11月28日、公職追放仮指定を受けた。